# Monasterio de San Juan Lambadistis
El monasterio de Ágios Ioannis Lambadistís (en griego: Μονή Αγίου Ιωάννου του Λαμπαδιστού) es un monasterio bizantino ubicado en el macizo de Tróodos en la isla de Chipre, frente a la localidad de Kalopanagiótis. Su iglesia forma parte del conjunto de iglesias pintadas de la región de Tróodos, Patrimonio de la Humanidad por la UNESCO.
El monasterio está dedicado a un santo local, llamado San Juan Lampadistis. Se desconoce el año de la fundación del monasterio. Los edificios conservados están construidos en diferentes épocas entre el siglo X y el siglo XVIII. El monasterio permaneció activo hasta el siglo XIX. En 1985, el complejo fue inscrito en la Lista del Patrimonio Mundial de la UNESCO.
El monasterio está ubicado al este del pueblo de Kalopanagiótis. El complejo está compuesto por tres iglesias, todas ubicadas bajo un gran techo de madera con hastiales. La más antigua de estas iglesias está dedicada a San Heráclides. Construido durante el siglo XI, está decorado con pinturas murales que datan del período comprendido entre los siglos XIII y XVI. La segunda de estas iglesias está dedicada a San Juan Lampadiste. Construido en 1731, alberga el sepulcro del santo, que data del siglo XII. La tercera iglesia es una capilla construida durante el período latino. Además, el monasterio alberga un museo bizantino.

## Galería de imágenes

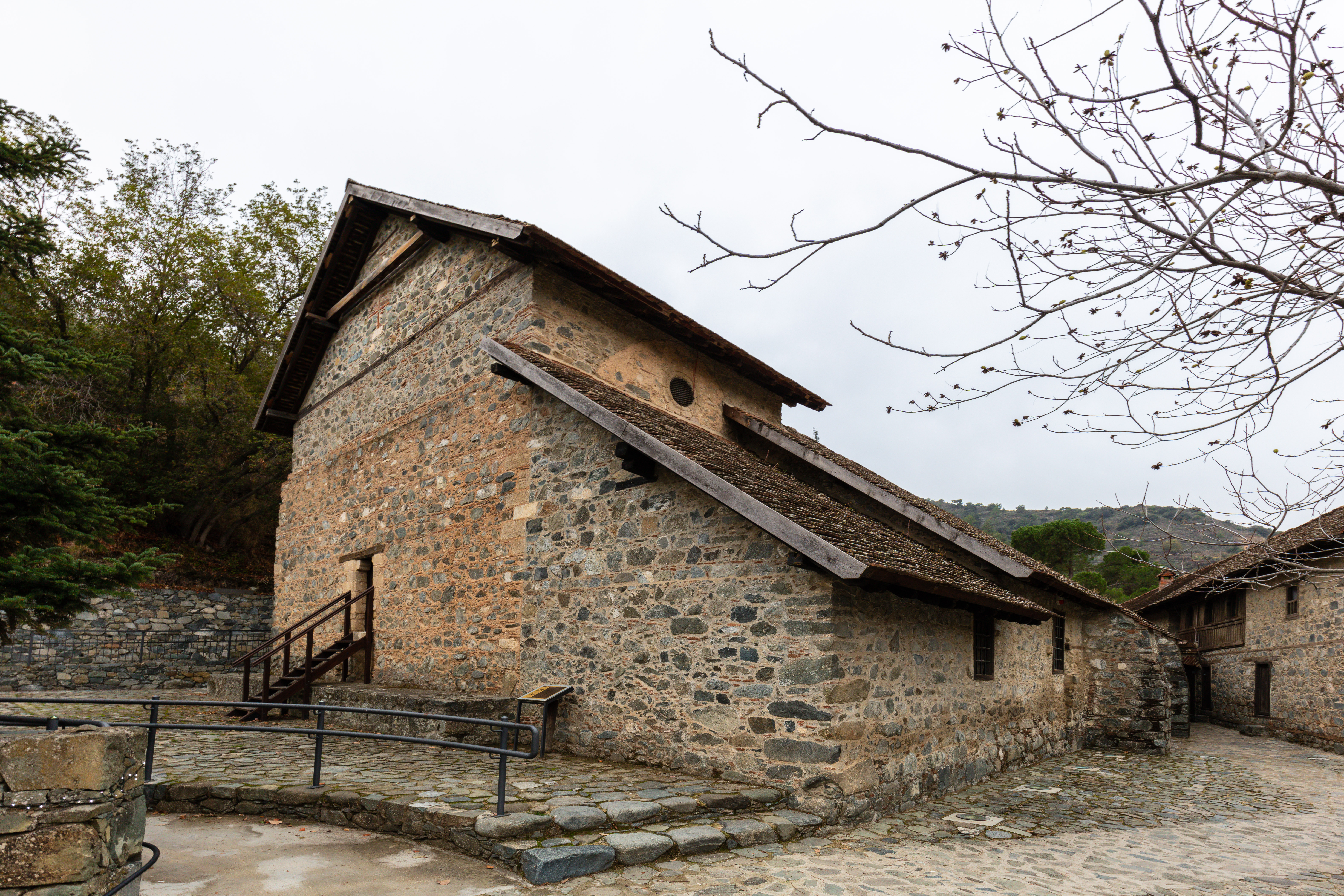
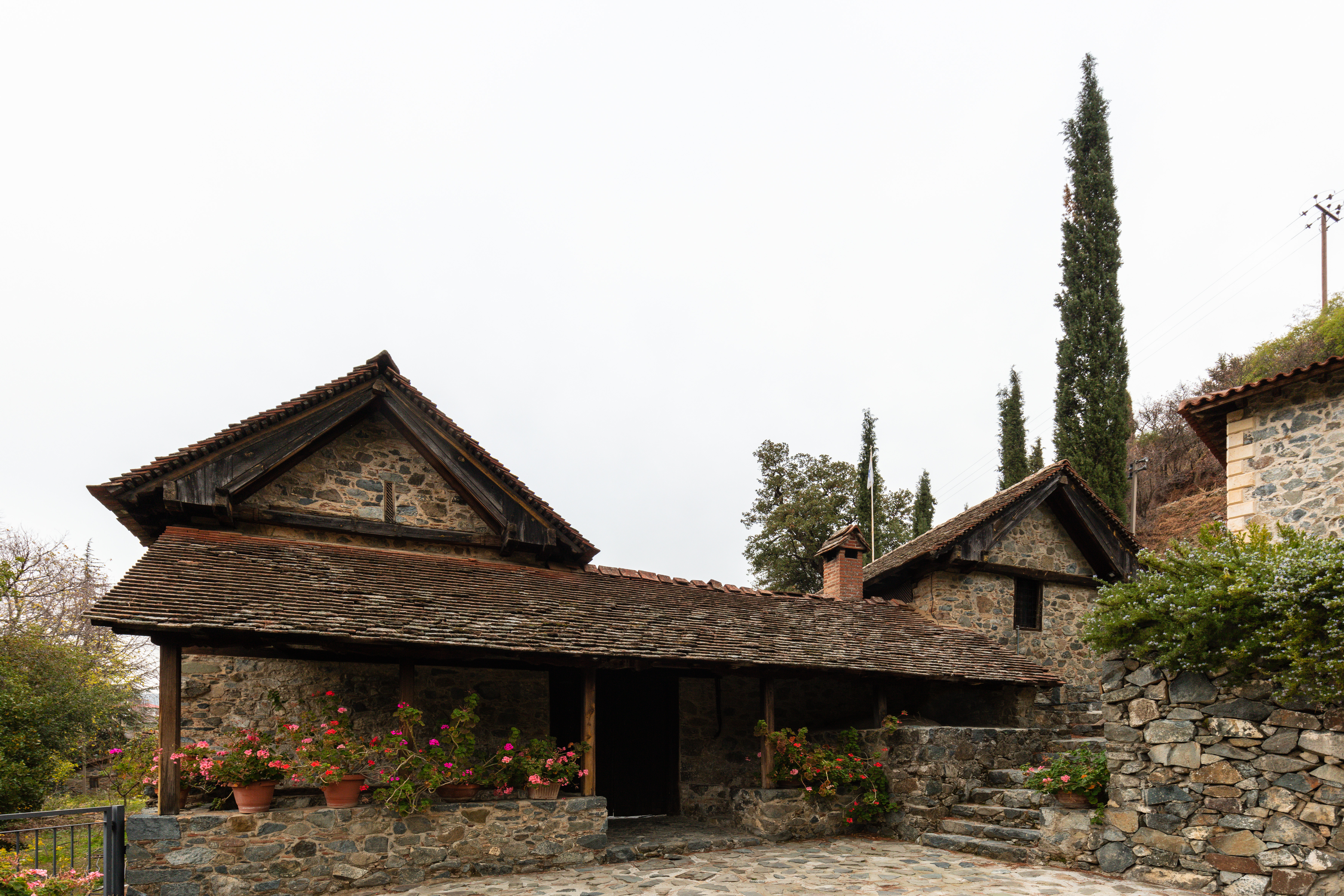
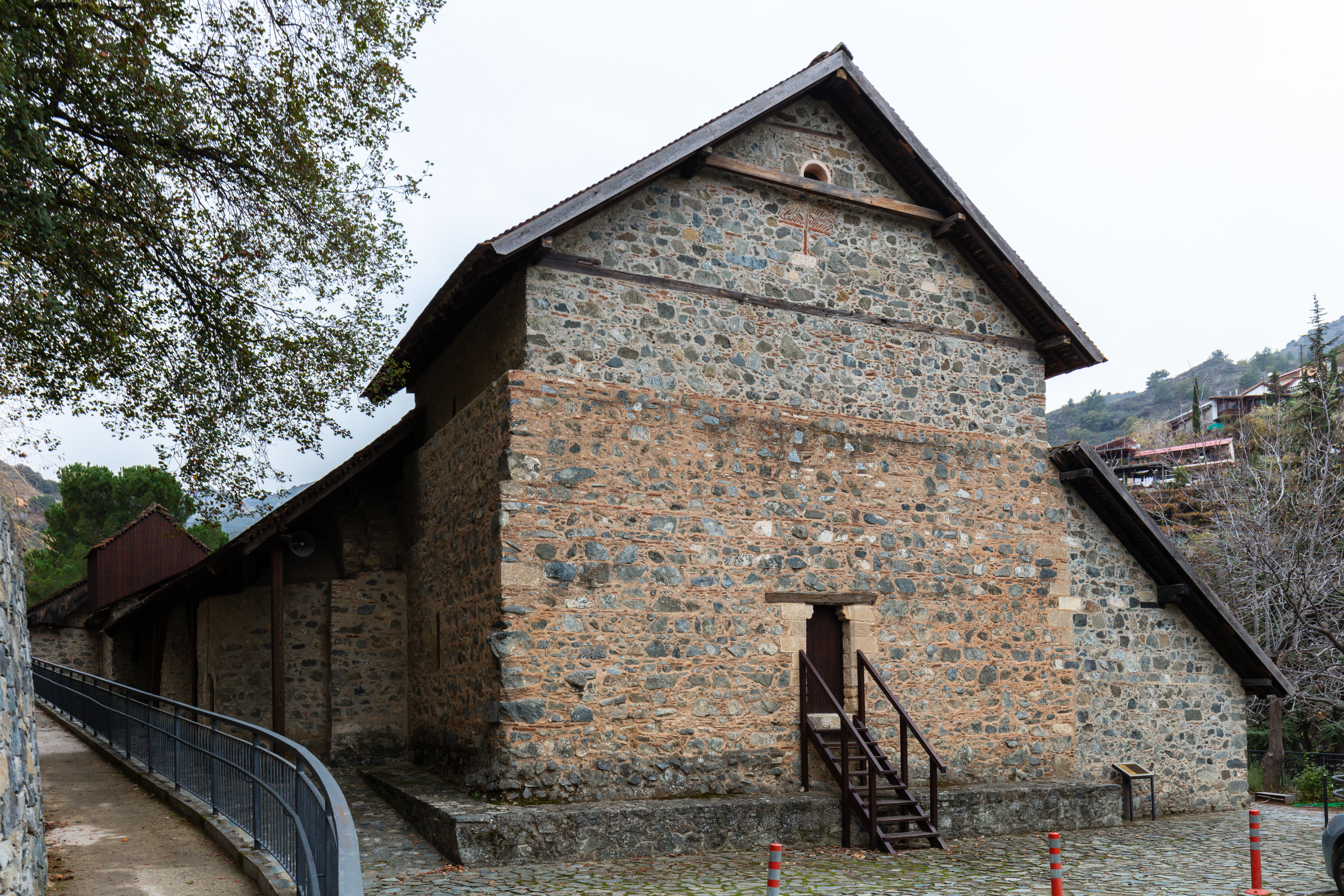
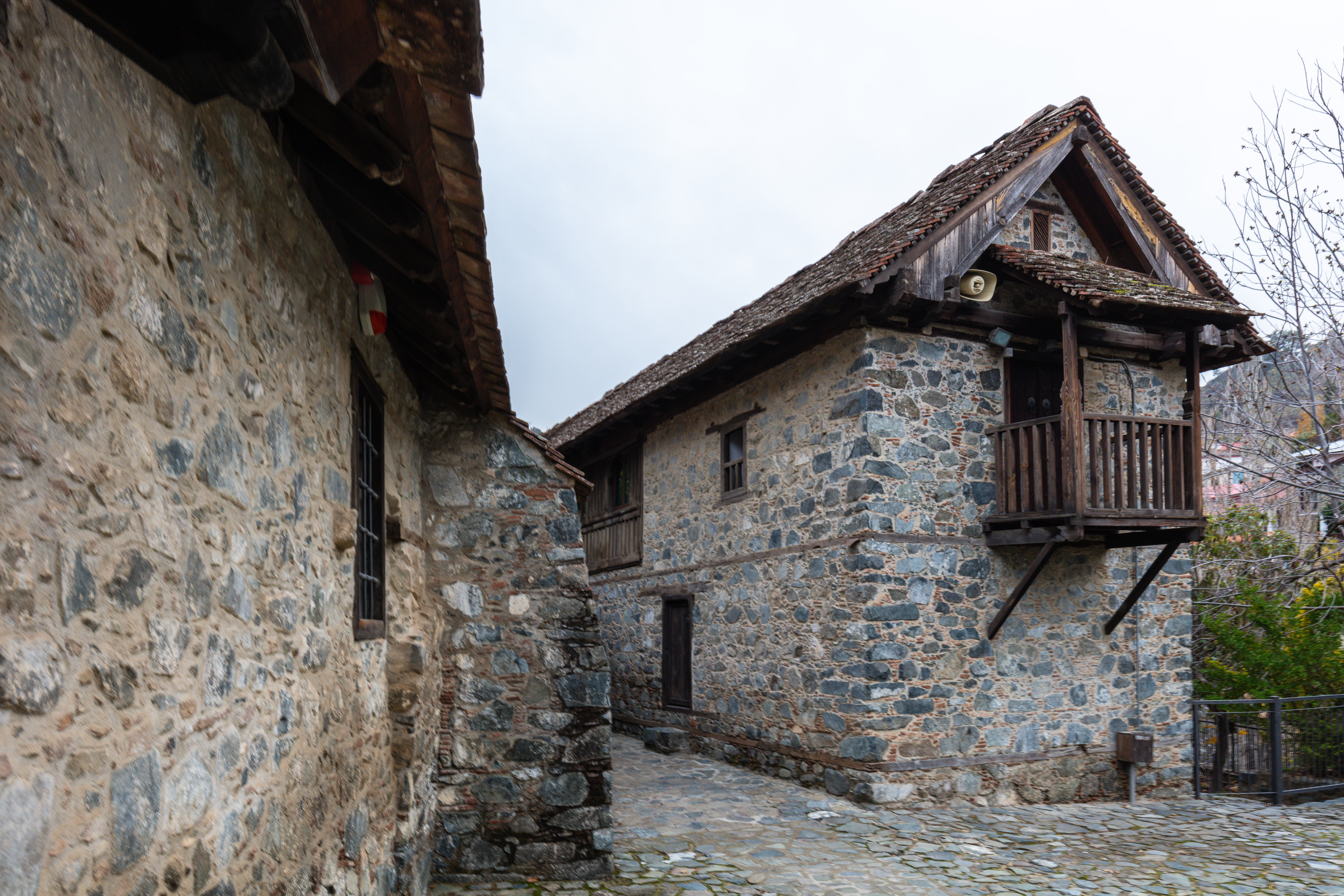
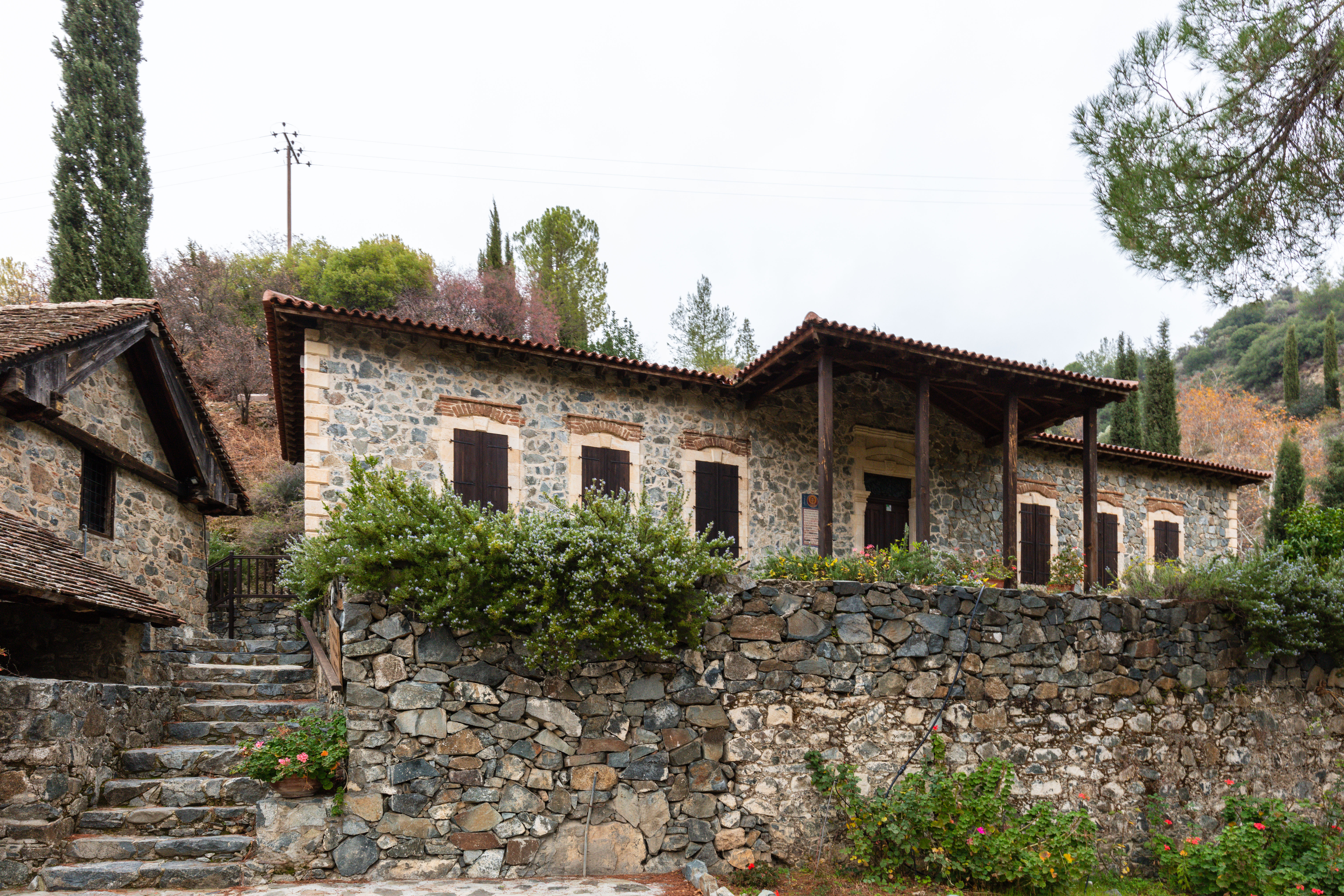
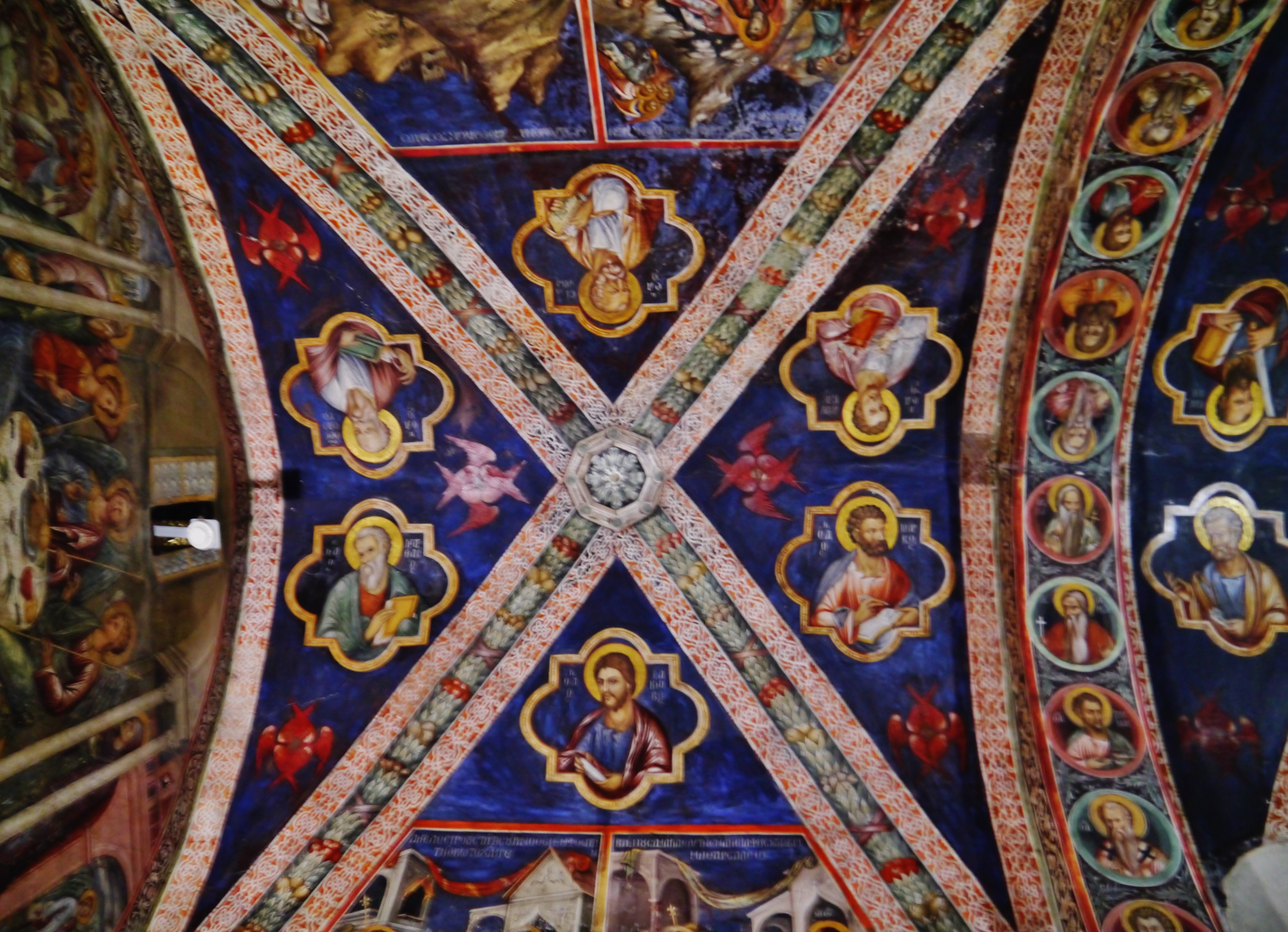
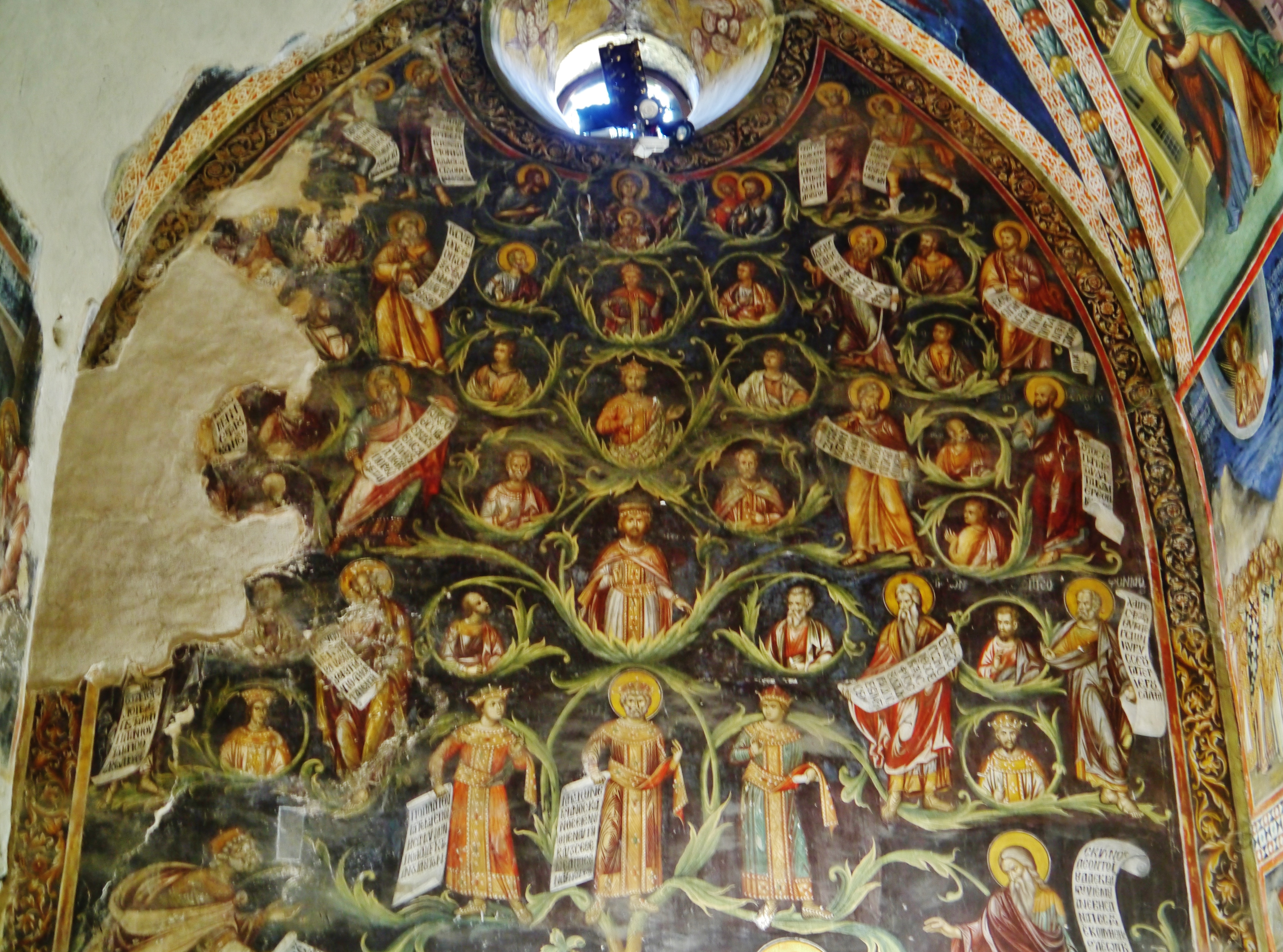
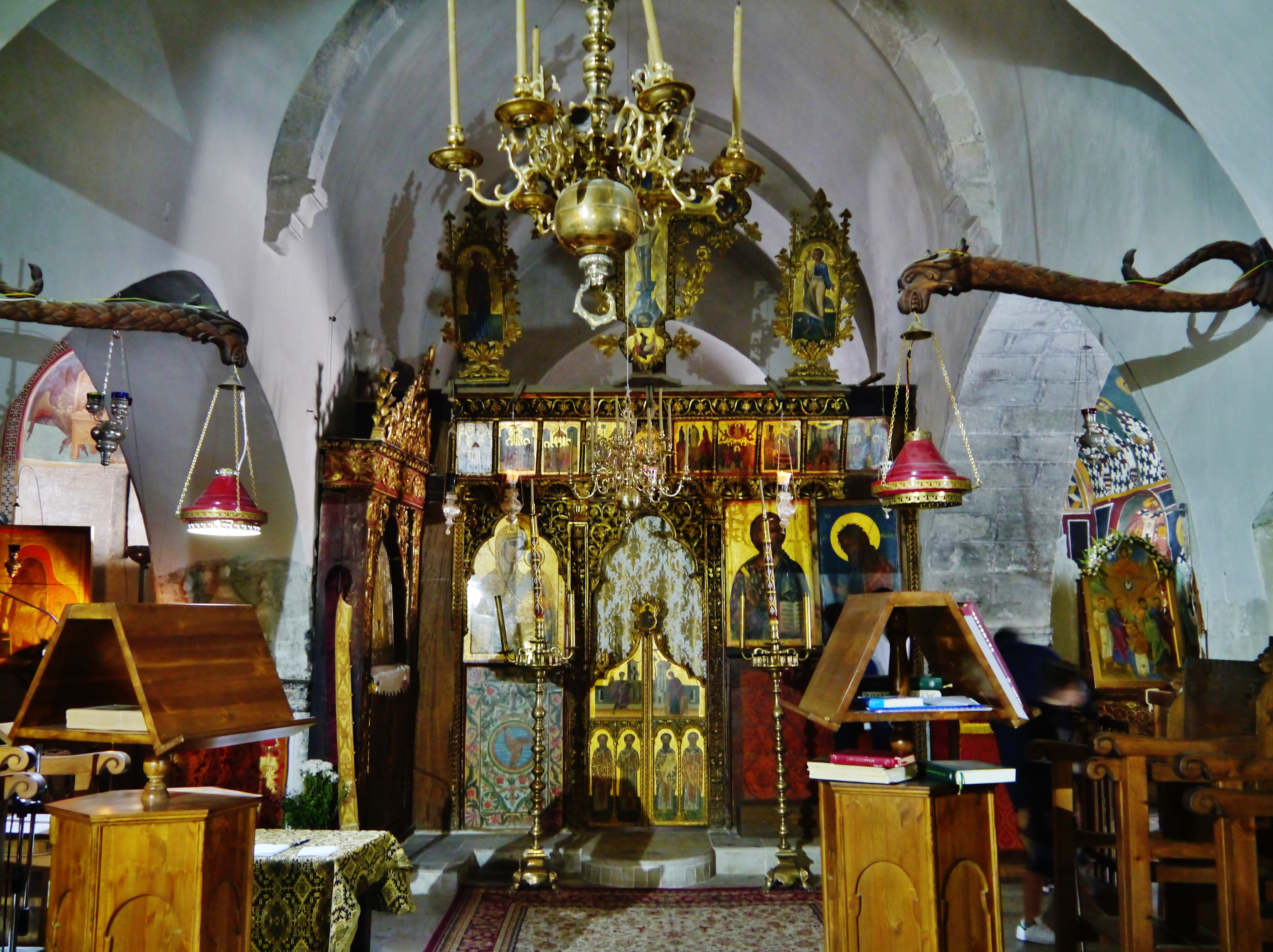